# باب گیلدر
باب گیلدر (انگلیسی: Bob Gilder؛ زادهٔ ۳۱ دسامبر ۱۹۵۰) یک گلف‌باز است.